# Rue Neuve-des-Capucins
La rue Neuve-des-Capucins est une voie de Nantes, en France.

## Situation et accès
Située dans le centre-ville de Nantes, la rue Neuve-des-Capucins relie le quai de la Fosse à la rue de l'Héronnière. Elle est pavée et fermée à la circulation automobile.

## Origine du nom
La rue porte ce nom en souvenir des religieux capucins établis à Nantes en 1568, au Marchix en 1593, puis vers 1629 à l'emplacement de l'actuel cours Cambronne.

## Historique
Une pétition de 1749, dans laquelle figure le gardien des grands capucins (nommé ainsi par opposition au petit couvent de rue l'Hermitage), réclame la possibilité d’accès de cette rue pour les voitures. Dans un autre de 1752, l'aplanissement demandé donne lieu à des protestations des rues voisines, entre autres des habitants « d’une petite ruelle nommée la Héronnière ».
La rue porte ce nom depuis le 29 septembre 1830. 

## Bâtiments remarquables et lieux de mémoire
Le 1er octobre 1985, la médiathèque Jacques-Demy, la plus importante et la plus ancienne de la ville, est inaugurée située sur le côté ouest de la rue, après trois ans de travaux, sur un terrain vierge de construction depuis la démolition de bâtiments détruits lors des bombardements de la Seconde Guerre mondiale,.